# Leszek Szreder
Leszek Zbigniew Szreder (ur. 10 maja 1954 w Poznaniu) – polski oficer, generalny inspektor Policji, komendant główny Policji w latach 2003–2005.

## Życiorys
W 1973 ukończył Liceum Ogólnokształcące im. Bolesława Chrobrego w Leżajsku, a następnie studia na Wydziale Prawa i Administracji Uniwersytetu Wrocławskiego (1977). Po ukończeniu studiów rozpoczął pracę w Milicji Obywatelskiej, początkowo w służbie patrolowej, a następnie w wydziale dochodzeniowo-śledczym. W 1979 ukończył studium oficerskie w Akademii Spraw Wewnętrznych, po czym został skierowany do służby w wydziale dochodzeniowo-śledczym Komendy Wojewódzkiej MO w Opolu. Od 1990 naczelnik wydziału dochodzeniowo-śledczego Komendy Wojewódzkiej Policji w Opolu. Od kwietnia 1997 zastępca komendanta wojewódzkiego policji w Opolu. W latach 1997–2002 pełnił funkcję komendanta wojewódzkiego policji w Gorzowie Wielkopolskim. W okresie reformy administracyjnej pełnił obowiązki pełnomocnika ds. powołania nowych komend wojewódzkich. W 2001 uzyskał awans na stopień nadinspektora Policji. W marcu 2002 powołany na stanowisko komendanta wojewódzkiego policji w Gdańsku.
Od 29 października 2003 do odwołania go jesienią 2005 roku przez premiera Kazimierza Marcinkiewicza pełnił funkcję komendanta głównego Policji. W 2004 został mianowany na stopień generalnego inspektora Policji.
W latach 90. odbył szereg kursów i szkoleń w USA, Wielkiej Brytanii, Holandii i Niemczech.

## Odznaczenia
- Krzyż Oficerski Orderu Odrodzenia Polski (2005)[4]
- Złoty Krzyż Zasługi (2000)[5]
- Srebrny Krzyż Zasługi (1996)[6]
- Złota Odznaka „Zasłużony Policjant”
- Srebrny Medal „Zasłużony Kulturze Gloria Artis” (2005)[7]
- Złoty Medal za Zasługi dla Straży Granicznej[8]
- Srebrna Odznaka „Za zasługi w pracy penitencjarnej”[8]
- Brązowy Medal „Za zasługi dla obronności kraju”[8]
- Srebrna odznaka „Zasłużony dla ochrony przeciwpożarowej”